# Constitución del Estado Táchira
La Constitución del Estado Táchira de 2001, es la carta magna o Ley básica del Estado venezolano de Táchira, ubicado en el oeste del país suramericano, específicamente en los Andes de Venezuela. La Constitución de Táchira fue redactada y aprobada por el  Consejo Legislativo del Estado Táchira (Parlamento unicameral regional), y, como todas las leyes nacionales o estatales venezolanas, fue hecha respetando los lineamientos de la Constitución Nacional de Venezuela de 1999, que garantiza a los 23 Estados el derecho a redactar sus propias leyes y organizar sus propios Poderes Públicos.

## Historia
El 14 de enero de 1993 fue promulgada la última Constitución estatal redactada bajo la vigencia del Constitución Nacional de 1961, esta fue publicada en Gaceta Oficial número 188, extraordinaria, del 19 de enero de 1993.
Con la adopción de una nueva Constitución venezolana en 1999, la mayoría de los estados de la República elaboraron nuevas Constituciones estatales para adaptarse a los cambios establecidos a nivel nacional.
El Consejo Legislativo del Estado Táchira reunido en San Cristóbal aprobó una nueva Constitución estatal, que fue publicada en Gaceta Oficial Extraordinaria del Estado Táchira número 778, el 9 de febrero de 2001.

## Composición
Esta posee 251 artículos, 1 exposición de motivos, 13 títulos con sus respectivos capítulos, 1 disposición derogatoria, 11 disposiciones transitorias, y una 1 disposición final.

## Características
- Establece que el Estado es autónomo e igual a los otros Estados de Venezuela, quedando unido a Venezuela de manera permanente.[1]
- Establece que la Constitución es la norma suprema y la base del ordenamiento jurídico del Estado.
- El artículo 4 declara como oficial El Himno "Las Glorias de la Patria", los otros símbolos regionales estarán regulados por la respectiva ley estatal.
- Indica que el territorio del Estado es el establecido en la Ley del 28 de abril de 1856 que corresponde a la antigua Provincia del Táchira[1]
- El estado se divide en municipios y parroquias, cuyo número y límites los determina el consejo legislativo del Estado.[1]
- Establece que la educación es un derecho y debe ser gratuita la ofrecida por el Estado.
- La cultura tachirense será objeto de especial protección por el Estado.[1]
- El Estado posee sus propios poderes ejecutivo y legislativo, electos cada 4 años.[1]
- Los municipios adyacentes a la línea demarcada como límite internacional promoverán la defensa nacional, integridad y soberanía.[1]